# Edmund Serrure sr.
Edmund Serrure sr. (Antwerpen, 12 september 1832 - Gentbrugge, 12 maart 1911) was een Belgisch architect.
Edmund was de zoon van Lodewijk Serrure, die stadsarchitect was van Antwerpen. Edmund was, evenals zijn vader, actief in monumentenzorg en restauratie. Daartoe bestudeerde hij onder meer gotische architectuur. Hij was vooral actief in Oost-Vlaanderen en was van 1860-1895 stadsarchitect van Sint-Niklaas. Zijn kerken waren voornamelijk in neogotische stijl. Een voorbeeld hiervan is de Sint-Jozefskerk in Sint-Niklaas. Daarnaast ontwierp hij ook burgerlijke en openbare gebouwen, veelal in neoclassicistische stijl.
Zijn zoon, Edmund Serrure jr., was eveneens architect.